# جعفر عباس حميدي
جعفر عباس حميدي الحلفي (1935م-2024)، وهو كاتب ومؤرخ أكاديمي عراقي من بغداد.

## دراسته
- أكمل دراسته الابتدائية والمتوسطة والإعدادية في مدينة العمارة

## مؤلفاته
- تاريخ العراق المعاصر.
- انتفاضة العراق عام 1956.
- التطورات السياسية في العراق، 1958-1968: دراسة وثائقية في ضوء التقارير الأمنية الخاصة.
- التطورات السياسية في مصر في وثائق الممثليات العراقية في القاهرة 1930-1942.
- من وثائق النوادي القومية في العراق.
- كويت العراق: النضال في سبيل الوحدة.